# Chiesa della Madonna della Misericordia (Sant'Angelo in Colle)
La chiesa della Madonna della Misericordia è un edificio sacro che si trova a Sant'Angelo in Colle, frazione del comune di Montalcino.

## Storia
La chiesa fu iniziata a costruire nel 1889 in un terreno donato da Alessandro Lisini, all'epoca sindaco di Siena, per custodire la tavola della cosiddetta Madonna della Misericordia che si trovava dal 1760 nella chiesa di San Pietro. I lavori durarono a lungo e furono portati a termine nel 1909, la sagrestia e il campanile furono costruiti nel 1935.

## Descrizione
Presenta la facciata in pietra e il portale in laterizio. Al suo interno si trova il dipinto attribuito ad Ambrogio Lorenzetti raffigurante la Vergine col Bambino.